# Pharta bimaculata
Pharta bimaculata là một loài nhện trong họ Thomisidae.
Loài này thuộc chi Pharta. Pharta bimaculata được Tord Tamerlan Teodor Thorell miêu tả năm 1891.